# Американская независимая партия (США)
Существуют другие партии со сходными названиями: Партия независимости (англ. United States Independence Party) и Американская партия независимости (англ. Independence Party of America).
Американская независимая партия (англ. American Independent Party) — политическая партия США, особенно активна в Калифорнии. Образована в 1967 году, впервые участвовала в президентских выборах 1968 года, где добилась значительного успеха. Платформа партии была крайне правой: партия выступала за законодательное закрепление сегрегации в школах и публичных местах, против «Акта о гражданских правах 1964 года» и против социальных программ. Кандидат от партии Джордж Уоллес получил 13,5 % голосов избирателей и победил в 5 штатах Юга. В истории президентских выборов в США это был четвёртый среди «третьих сил» результат с начала XX века (после 1912, 1992 и 1924 гг) и последний раз, когда какой-либо претендент от третьей партии получил сколь-нибудь значительное количество голосов выборщиков — 46 (кроме одного на выборах в 1972 г.).
По состоянию на май 2018 года, к партии относило себя более 0.5 миллиона жителей Калифорнии, причём около 75 % из них, вероятно, ошиблась при заполнении бланков регистрации избирателей перед президентскими праймериз.